# Llista de topònims de Vilobí del Penedès
Llista de topònims (noms propis de lloc) del municipi de Vilobí del Penedès, a l'Alt Penedès
Informació actualitzada per un bot. Els canvis manuals es perdran quan s'actualitzi!

## bosc
| imatge | Nom                | Ubicat a           | instància de | Detalls | coordenades | Protecció | Commons (més fotos) | Dades a WD                    |
| ------ | ------------------ | ------------------ | ------------ | ------- | --- | --------- | ------------------- | ----------------------------- |
|        | bosc de Cal Carbó  | Vilobí del Penedès | bosc         |         | 41° 23′ 00″ N, 1° 39′ 20″ E / 41.38328°N,1.65548°E ca:Barri de les Guixeres de Baix, a la partida coneguda com les Moreres. |           |                     | Modifica les dades a Wikidata |
|        | bosc de l'Olivella | Vilobí del Penedès | bosc         |         | 41° 23′ 03″ N, 1° 39′ 29″ E / 41.38409°N,1.65799°E ca:Barri de les Guixeres de Dalt                                         |           |                     | Modifica les dades a Wikidata |
|        | bosc de la Coma    | Vilobí del Penedès | bosc         |         | 41° 23′ 18″ N, 1° 39′ 25″ E / 41.38827°N,1.65684°E ca:Turó de la Coma                                                       |           |                     | Modifica les dades a Wikidata |

## casa
| imatge | Nom                                  | Ubicat a           | instància de | Detalls                       | coordenades | Protecció                                  | Commons (més fotos)                    | Dades a WD                    |
| ------ | ------------------------------------ | ------------------ | ------------ | ----------------------------- | --- | ------------------------------------------ | -------------------------------------- | ----------------------------- |
|        | Ca la Quitèria de Vilobí             | Vilobí del Penedès | casa         | Estil: arquitectura eclèctica | 41° 23′ 21″ N, 1° 39′ 40″ E / 41.389045°N,1.661026°E ca:Nucli urbà de Vilobí del Penedès. c/Major, nº1 (08735 Vilobí del Penedès)     | bé integrant del patrimoni cultural català | Ca la Quitèria de Vilobí               | Modifica les dades a Wikidata |
|        | Ca la Quitèria del carrer dels Talls | Vilobí del Penedès | casa         | Estil: arquitectura eclèctica | 41° 23′ 19″ N, 1° 39′ 41″ E / 41.388535°N,1.661312°E ca:Nucli urbà de Vilobí del Penedès. Carrer Talls,nº3 (08735 Vilobí del Penedès) | bé integrant del patrimoni cultural català | Ca la Quitèria del carrer dels Talls   | Modifica les dades a Wikidata |
|        | Cal Cana                             | Vilobí del Penedès | casa         |                               | 41° 23′ 14″ N, 1° 39′ 30″ E / 41.38727°N,1.65846°E ca:Barri de les Guixeres                                                           |                                            |                                        | Modifica les dades a Wikidata |
|        | Cal Fontanals                        | Vilobí del Penedès | casa         | Estil: arquitectura eclèctica | 41° 23′ 20″ N, 1° 39′ 43″ E / 41.388947°N,1.661842°E ca:Les Clotes. Casa Can Fontanals (08735 Viobí del Penedès)                      | bé integrant del patrimoni cultural català | Cal Fontanals (Vilobí del Penedès)     | Modifica les dades a Wikidata |
|        | Cal Forner                           | Vilobí del Penedès | casa         | Estil: arquitectura popular   | | bé integrant del patrimoni cultural català | Cal Forner (Vilobí del Penedès)        | Modifica les dades a Wikidata |
|        | Cal Romeu                            | Vilobí del Penedès | casa         | Estil: gòtic tardà            | 41° 23′ 38″ N, 1° 39′ 25″ E / 41.393863°N,1.657028°E ca:Baixada Oreneta, 10 (Bellver)                                                 | bé integrant del patrimoni cultural català | Cal Romeu (Vilobí del Penedès)         | Modifica les dades a Wikidata |
|        | Cal Temporal                         | Vilobí del Penedès | casa         | Estil: arquitectura eclèctica | 41° 23′ 42″ N, 1° 39′ 23″ E / 41.394865°N,1.656469°E ca:Carrer Noguer, 2 (Bellver)                                                    | bé integrant del patrimoni cultural català | Cal Temporal (Vilobí del Penedès)      | Modifica les dades a Wikidata |
|        | castell d'en Baró                    | Vilobí del Penedès | casa         | Estil: arquitectura popular   | 41° 23′ 22″ N, 1° 39′ 42″ E / 41.389431°N,1.661664°E ca:Plaça del Jardí, 1                                                            | bé integrant del patrimoni cultural català | Castell d'en Baró (Vilobí del Penedès) | Modifica les dades a Wikidata |

## creu de terme
| imatge | Nom           | Ubicat a           | instància de  | Detalls | coordenades | Protecció | Commons (més fotos) | Dades a WD                    |
| ------ | ------------- | ------------------ | ------------- | ------- | --- | --------- | ------------------- | ----------------------------- |
|        | Creu Grossa   | Vilobí del Penedès | creu de terme |         | 41° 23′ 18″ N, 1° 40′ 04″ E / 41.38847195478898°N,1.6677296921849736°E ca:Nucli de Vilobí del Penedès. Crta. BV-2127 km. 5,5. |           |                     | Modifica les dades a Wikidata |
|        | creu de terme | Vilobí del Penedès | creu de terme |         | 41° 22′ 18″ N, 1° 40′ 20″ E / 41.3718°N,1.67236°E ca:Pla de Can Mayol (Camp d'aviació)                                        |           |                     | Modifica les dades a Wikidata |

## curs d'aigua
| imatge | Nom                                  | Ubicat a                                                               | instància de | Detalls                    | coordenades | Protecció | Commons (més fotos) | Dades a WD                    |
| ------ | ------------------------------------ | ---------------------------------------------------------------------- | ------------ | -------------------------- | --- | --------- | ------------------- | ----------------------------- |
|        | riera de Llitrà                      | Vilafranca del Penedès Vilobí del Penedès Santa Margarida i els Monjos | curs d'aigua | Desemboca: Foix            | 41° 19′ 00″ N, 1° 40′ 08″ E / 41.316644°N,1.668995°E ca:Al SE del nucli dels Monjos.                                      |           |                     | Modifica les dades a Wikidata |
|        | torrent dels Llacs                   | Vilobí del Penedès                                                     | curs d'aigua | Desemboca: riera de Llitrà | 41° 23′ 29″ N, 1° 39′ 17″ E / 41.39141°N,1.6548°E ca:Des de la Rovira Roja, en direcció a Vilobí fins el Barri de la Font |           |                     | Modifica les dades a Wikidata |
|        | torrent dels Pujols o de Can Cotoliu | Vilobí del Penedès Guardiola de Font-rubí                              | curs d'aigua | Desemboca: riera de Llitrà | 41° 22′ 53″ N, 1° 41′ 25″ E / 41.38138°N,1.69028°E ca:Partida dels Pujols fins a la riera de Vilobí                       |           |                     | Modifica les dades a Wikidata |

## edifici
| imatge | Nom             | Ubicat a           | instància de | Detalls                            | coordenades | Protecció                                  | Commons (més fotos)                  | Dades a WD                    |
| ------ | --------------- | ------------------ | ------------ | ---------------------------------- | --- | ------------------------------------------ | ------------------------------------ | ----------------------------- |
|        | Fàbrica de guix | Vilobí del Penedès | edifici      | Estil: noucentisme                 | 41° 23′ 16″ N, 1° 39′ 43″ E / 41.387839°N,1.661865°E ca:Nucli urbà de Vilobí. Carrer Diputació, s/n (08735 Vilobí del Penedès) | bé integrant del patrimoni cultural català | Fàbrica de guix (Vilobí del Penedès) | Modifica les dades a Wikidata |
|        | la Cooperativa  | Vilobí del Penedès | edifici      | Estil: arquitectura eclèctica 1927 | 41° 23′ 38″ N, 1° 39′ 28″ E / 41.393999°N,1.657863°E ca:Barri de Bellver. C/Cooperativa, 1, (08735 Vilobí del Penedès)         | bé integrant del patrimoni cultural català | La Cooperativa (Vilobí del Penedès)  | Modifica les dades a Wikidata |

## element arquitectònic
| imatge | Nom                                              | Ubicat a           | instància de                          | Detalls | coordenades | Protecció | Commons (més fotos) | Dades a WD                    |
| ------ | ------------------------------------------------ | ------------------ | ------------------------------------- | ------- | --- | --------- | ------------------- | ----------------------------- |
|        | Fita de terme                                    | Vilobí del Penedès | element arquitectònic fita            |         | 41° 23′ 26″ N, 1° 40′ 36″ E / 41.39058°N,1.67657°E ca:Camí de Grabuac                                                                       |           |                     | Modifica les dades a Wikidata |
|        | Pou de Cal Musons                                | Vilobí del Penedès | element arquitectònic                 |         | 41° 23′ 24″ N, 1° 39′ 49″ E / 41.39012°N,1.66358°E ca:Barri de Bellver, davant de Cal Musons. Carrer Noguer, nº3 (08735 Vilobí del Penedès) |           |                     | Modifica les dades a Wikidata |
|        | Refugi nº3 de la guerra civil del Camp d'Aviació | Vilobí del Penedès | element arquitectònic refugi antiaeri | 1937    | 41° 22′ 18″ N, 1° 40′ 20″ E / 41.3717°N,1.67236°E ca:El Camp d'Aviació (08735 Vilobí del Penedès)                                           |           |                     | Modifica les dades a Wikidata |
|        | Sínia Rosa del Jep                               | Vilobí del Penedès | element arquitectònic                 |         | 41° 23′ 32″ N, 1° 39′ 20″ E / 41.39215°N,1.65548°E ca:Els Prats (08735 Vilobí del Penedès)                                                  |           |                     | Modifica les dades a Wikidata |
|        | Sínia de la Pineda                               | Vilobí del Penedès | element arquitectònic                 |         | 41° 23′ 08″ N, 1° 40′ 56″ E / 41.38551°N,1.68218°E ca:La Pineda. Camí de la Crta. BV-2127 al camí de Grabuac                                |           |                     | Modifica les dades a Wikidata |
|        | Sínia del Ferrer                                 | Vilobí del Penedès | element arquitectònic                 |         | 41° 23′ 25″ N, 1° 39′ 23″ E / 41.39033°N,1.65639°E ca:Davant de les vinyes del Pujolet (08735 Vilobí del Penedès)                           |           |                     | Modifica les dades a Wikidata |
|        | Sínia del Sardiner                               | Vilobí del Penedès | element arquitectònic                 |         | 41° 23′ 25″ N, 1° 39′ 19″ E / 41.39032°N,1.65531°E ca:Davant de les vinyes del Pujolet (08735 Vilobí del Penedès)                           |           |                     | Modifica les dades a Wikidata |
|        | Sínia del Ton Pacient                            | Vilobí del Penedès | element arquitectònic                 |         | 41° 23′ 18″ N, 1° 40′ 11″ E / 41.38821°N,1.66961°E ca:Vinyes de la Creu Grossa (08735 Vilobí del Penedès)                                   |           |                     | Modifica les dades a Wikidata |
|        | Sínia i pou de Cal Cotoliu                       | Vilobí del Penedès | element arquitectònic                 |         | 41° 22′ 53″ N, 1° 41′ 23″ E / 41.38145°N,1.68979°E ca:Els Pujols. Casa de Can Cotoliu (08735 Vilobí del Penedès)                            |           |                     | Modifica les dades a Wikidata |

## entitat singular de població
| imatge | Nom                | Ubicat a           | instància de                                    | Detalls | coordenades | Protecció | Commons (més fotos) | Dades a WD                    |
| ------ | ------------------ | ------------------ | ----------------------------------------------- | ------- | --- | --------- | ------------------- | ----------------------------- |
|        | Bellver            | Vilobí del Penedès | entitat singular de població                    | 428 hab | 41° 23′ 39″ N, 1° 39′ 26″ E / 41.39426°N,1.65716°E 297 msnm                                                                  |           |                     | Modifica les dades a Wikidata |
|        | Polígon Industrial | Vilobí del Penedès | entitat singular de població polígon industrial | 0 hab   | 41° 23′ 44″ N, 1° 39′ 41″ E / 41.39559621°N,1.66133747°E 275 msnm                                                            |           |                     | Modifica les dades a Wikidata |
|        | Vilobí del Penedès | Vilobí del Penedès | entitat singular de població capital municipal  | 358 hab | 41° 23′ 21″ N, 1° 39′ 41″ E / 41.389207°N,1.661478°E ca:Nucli urbà de Vilobí del Penedès (08735 Vilobí del Penedès) 284 msnm |           |                     | Modifica les dades a Wikidata |
|        | les Guixeres       | Vilobí del Penedès | entitat singular de població                    | 363 hab | 41° 23′ 09″ N, 1° 39′ 50″ E / 41.385757°N,1.663821°E 261 msnm                                                                |           |                     | Modifica les dades a Wikidata |

## església
| imatge | Nom                                          | Ubicat a           | instància de | Detalls                                | coordenades | Protecció                                  | Commons (més fotos)                          | Dades a WD                    |
| ------ | -------------------------------------------- | ------------------ | ------------ | -------------------------------------- | --- | ------------------------------------------ | -------------------------------------------- | ----------------------------- |
|        | Sant Pere de Bellver                         | Vilobí del Penedès | església     | Estil: arquitectura popular            | 41° 23′ 40″ N, 1° 39′ 26″ E / 41.394568°N,1.657289°E ca:Barri de Bellver. Pl. de l'esglèsia (08735 Vilobí del Penedès) | bé integrant del patrimoni cultural català | Sant Pere de Bellver                         | Modifica les dades a Wikidata |
|        | Santa Maria de Vallformosa                   | Vilobí del Penedès | església     | Estil: historicisme arquitectònic 1933 | 41° 23′ 28″ N, 1° 39′ 48″ E / 41.391144°N,1.66334°E ca:Plaça de Mossèn Lluís Panyella                                  | bé integrant del patrimoni cultural català | Santa Maria de Vallformosa                   | Modifica les dades a Wikidata |
|        | església del cementiri de Vilobí del Penedès | Vilobí del Penedès | església     | Estil: arquitectura neoclàssica        | 41° 22′ 56″ N, 1° 40′ 35″ E / 41.382206°N,1.676367°E ca:Ctra. BV-2127, km.4,6                                          | bé integrant del patrimoni cultural català | Església del cementiri de Vilobí del Penedès | Modifica les dades a Wikidata |

## estany
| imatge | Nom     | Ubicat a           | instància de | Detalls | coordenades                                                                         | Protecció | Commons (més fotos) | Dades a WD                    |
| ------ | ------- | ------------------ | ------------ | ------- | ----------------------------------------------------------------------------------- | --------- | ------------------- | ----------------------------- |
|        | Pèlag A | Vilobí del Penedès | estany       |         | 41° 23′ 10″ N, 1° 39′ 34″ E / 41.38619°N,1.65946°E ca:Barri de les Guixeres de Dalt |           |                     | Modifica les dades a Wikidata |
|        | Pèlag B | Vilobí del Penedès | estany       |         | 41° 23′ 16″ N, 1° 39′ 28″ E / 41.38769°N,1.65782°E ca:Bosc de la Coma               |           |                     | Modifica les dades a Wikidata |
|        | Pèlag C | Vilobí del Penedès | estany       |         | 41° 23′ 15″ N, 1° 39′ 25″ E / 41.38748°N,1.65688°E ca:Bosc de la Coma               |           |                     | Modifica les dades a Wikidata |
|        | Pèlag D | Vilobí del Penedès | estany       |         | 41° 23′ 08″ N, 1° 39′ 02″ E / 41.38548°N,1.65063°E ca:Solana de Can Sogués          |           |                     | Modifica les dades a Wikidata |
|        | Pèlag E | Vilobí del Penedès | estany       |         | 41° 23′ 15″ N, 1° 39′ 24″ E / 41.38748°N,1.65664°E ca:Bosc de la Coma               |           |                     | Modifica les dades a Wikidata |

## masia
| imatge | Nom                            | Ubicat a                            | instància de | Detalls                       | coordenades | Protecció                                  | Commons (més fotos)                | Dades a WD                    |
| ------ | ------------------------------ | ----------------------------------- | ------------ | ----------------------------- | --- | ------------------------------------------ | ---------------------------------- | ----------------------------- |
|        | Ca l'Albornar                  | Vilobí del Penedès                  | masia        |                               | 41° 22′ 29″ N, 1° 41′ 10″ E / 41.3747868630453°N,1.68618291594455°E ca:Avinguda U, barri d'Albornar                                          |                                            |                                    | Modifica les dades a Wikidata |
|        | Ca l'Artigues                  | Pacs del Penedès Vilobí del Penedès | masia        |                               | 41° 22′ 15″ N, 1° 40′ 00″ E / 41.370794°N,1.666536°E                                                                                         |                                            |                                    | Modifica les dades a Wikidata |
|        | Ca l'Astasi                    | Vilobí del Penedès                  | masia        |                               | 41° 23′ 32″ N, 1° 40′ 04″ E / 41.3921832281706°N,1.66766364732458°E                                                                          |                                            |                                    | Modifica les dades a Wikidata |
|        | Ca l'Enric del Metgeter        | Vilobí del Penedès                  | masia        |                               | 41° 23′ 46″ N, 1° 39′ 47″ E / 41.3961211913605°N,1.66315732451543°E                                                                          |                                            |                                    | Modifica les dades a Wikidata |
|        | Ca l'Esquelló                  | Vilobí del Penedès                  | masia        |                               | 41° 22′ 52″ N, 1° 39′ 58″ E / 41.38118°N,1.66621°E                                                                                           |                                            |                                    | Modifica les dades a Wikidata |
|        | Ca l'Esquirol                  | Vilobí del Penedès                  | masia        |                               | 41° 24′ 10″ N, 1° 38′ 52″ E / 41.4027320036944°N,1.6476971089753°E                                                                           |                                            |                                    | Modifica les dades a Wikidata |
|        | Ca la Ciona                    | Vilobí del Penedès                  | masia        |                               | 41° 23′ 28″ N, 1° 40′ 07″ E / 41.391049952223°N,1.66858386122622°E                                                                           |                                            |                                    | Modifica les dades a Wikidata |
|        | Ca la Clara                    | Vilobí del Penedès                  | masia        |                               | 41° 23′ 30″ N, 1° 40′ 12″ E / 41.3916776585144°N,1.66989873022205°E                                                                          |                                            |                                    | Modifica les dades a Wikidata |
|        | Ca la Glòria                   | Vilobí del Penedès                  | masia        |                               | 41° 23′ 08″ N, 1° 40′ 00″ E / 41.3856492043781°N,1.66656518369703°E                                                                          |                                            |                                    | Modifica les dades a Wikidata |
|        | Ca la Llúcia                   | Vilobí del Penedès                  | masia        |                               | 41° 23′ 25″ N, 1° 39′ 40″ E / 41.3903318829038°N,1.66103927717994°E                                                                          |                                            |                                    | Modifica les dades a Wikidata |
|        | Ca la Madroneta                | Vilobí del Penedès                  | masia        |                               | 41° 24′ 08″ N, 1° 38′ 52″ E / 41.4023190346321°N,1.64781333900374°E                                                                          |                                            |                                    | Modifica les dades a Wikidata |
|        | Ca la Maria del Cana           | Vilobí del Penedès                  | masia        |                               | 41° 23′ 03″ N, 1° 39′ 57″ E / 41.3842642026718°N,1.66597157854862°E                                                                          |                                            |                                    | Modifica les dades a Wikidata |
|        | Ca la Teresa del Divino        | Vilobí del Penedès                  | masia        |                               | 41° 23′ 01″ N, 1° 40′ 51″ E / 41.383669028885°N,1.68075385288343°E                                                                           |                                            |                                    | Modifica les dades a Wikidata |
|        | Cal Baptista                   | Vilobí del Penedès                  | masia        |                               | 41° 23′ 25″ N, 1° 39′ 45″ E / 41.3902842867351°N,1.66236790356944°E                                                                          |                                            |                                    | Modifica les dades a Wikidata |
|        | Cal Baró                       | Vilobí del Penedès                  | masia        |                               | 41° 22′ 56″ N, 1° 39′ 08″ E / 41.3823549884032°N,1.65208991859625°E ca:Bosc de Can Carbó                                                     |                                            |                                    | Modifica les dades a Wikidata |
|        | Cal Bord                       | Vilobí del Penedès                  | masia        |                               | 41° 22′ 56″ N, 1° 39′ 42″ E / 41.3820967442001°N,1.66160289817428°E                                                                          |                                            |                                    | Modifica les dades a Wikidata |
|        | Cal Boter                      | Vilobí del Penedès                  | masia        |                               | 41° 23′ 26″ N, 1° 39′ 51″ E / 41.3904850918527°N,1.66414595273477°E                                                                          |                                            |                                    | Modifica les dades a Wikidata |
|        | Cal Carbó de la Sala           | Vilobí del Penedès                  | masia        |                               | 41° 23′ 02″ N, 1° 40′ 31″ E / 41.3838310991253°N,1.67526110451936°E                                                                          |                                            |                                    | Modifica les dades a Wikidata |
|        | Cal Clàudio                    | Vilobí del Penedès                  | masia        |                               | 41° 22′ 56″ N, 1° 39′ 44″ E / 41.3822918325408°N,1.66211314916867°E                                                                          |                                            |                                    | Modifica les dades a Wikidata |
|        | Cal Creu                       | Vilobí del Penedès                  | masia        |                               | 41° 24′ 04″ N, 1° 38′ 43″ E / 41.4012433472205°N,1.64519186023343°E                                                                          |                                            |                                    | Modifica les dades a Wikidata |
|        | Cal Daniel                     | Vilobí del Penedès                  | masia        |                               | 41° 23′ 24″ N, 1° 39′ 38″ E / 41.3900193044188°N,1.66049549688973°E                                                                          |                                            |                                    | Modifica les dades a Wikidata |
|        | Cal Divino                     | Vilobí del Penedès                  | masia        |                               | 41° 23′ 37″ N, 1° 39′ 59″ E / 41.3936643715942°N,1.66644921740388°E                                                                          |                                            |                                    | Modifica les dades a Wikidata |
|        | Cal Farines                    | Vilobí del Penedès                  | masia        |                               | 41° 24′ 18″ N, 1° 38′ 47″ E / 41.4049329084891°N,1.64643119433705°E                                                                          |                                            |                                    | Modifica les dades a Wikidata |
|        | Cal Gaietà                     | Vilobí del Penedès                  | masia        |                               | 41° 23′ 26″ N, 1° 39′ 43″ E / 41.3904228071863°N,1.66188663038168°E                                                                          |                                            |                                    | Modifica les dades a Wikidata |
|        | Cal Guatlla                    | Vilobí del Penedès                  | masia        |                               | 41° 23′ 19″ N, 1° 39′ 55″ E / 41.388579618631°N,1.66527336907765°E                                                                           |                                            |                                    | Modifica les dades a Wikidata |
|        | Cal Janet Saleta               | Vilobí del Penedès                  | masia        |                               | 41° 23′ 29″ N, 1° 40′ 14″ E / 41.3912902754419°N,1.67067213149321°E                                                                          |                                            |                                    | Modifica les dades a Wikidata |
|        | Cal Jaume Olivelló             | Vilobí del Penedès                  | masia        |                               | 41° 23′ 18″ N, 1° 39′ 30″ E / 41.3882736818878°N,1.65833061214223°E                                                                          |                                            |                                    | Modifica les dades a Wikidata |
|        | Cal Jaume de la Font           | Vilobí del Penedès                  | masia        |                               | 41° 23′ 31″ N, 1° 40′ 05″ E / 41.3919089136388°N,1.66808788802027°E                                                                          |                                            |                                    | Modifica les dades a Wikidata |
|        | Cal Jep del Caldes             | Vilobí del Penedès                  | masia        |                               | 41° 23′ 37″ N, 1° 39′ 47″ E / 41.393642409304°N,1.66300477584268°E                                                                           |                                            |                                    | Modifica les dades a Wikidata |
|        | Cal Joanet de Cal Rostit       | Vilobí del Penedès                  | masia        |                               | 41° 23′ 43″ N, 1° 39′ 53″ E / 41.3953832285223°N,1.6647633595949°E                                                                           |                                            |                                    | Modifica les dades a Wikidata |
|        | Cal Maiol                      | Vilobí del Penedès                  | masia        |                               | 41° 22′ 24″ N, 1° 39′ 59″ E / 41.373447315824°N,1.666451096534729°E                                                                          |                                            |                                    | Modifica les dades a Wikidata |
|        | Cal Masildo                    | Vilobí del Penedès                  | masia        |                               | 41° 23′ 10″ N, 1° 40′ 47″ E / 41.386178425916°N,1.67965063717165°E                                                                           |                                            |                                    | Modifica les dades a Wikidata |
|        | Cal Meix                       | Vilobí del Penedès                  | masia        |                               | 41° 22′ 55″ N, 1° 40′ 25″ E / 41.38186°N,1.67348°E 236 msnm                                                                                  |                                            |                                    | Modifica les dades a Wikidata |
|        | Cal Melitó                     | Vilobí del Penedès                  | masia        |                               | 41° 24′ 03″ N, 1° 38′ 48″ E / 41.4009262070995°N,1.64656220152045°E                                                                          |                                            |                                    | Modifica les dades a Wikidata |
|        | Cal Nassos                     | Vilobí del Penedès                  | masia        |                               | 41° 22′ 53″ N, 1° 39′ 54″ E / 41.3813703374812°N,1.66497832231917°E                                                                          |                                            |                                    | Modifica les dades a Wikidata |
|        | Cal Pansa                      | Vilobí del Penedès                  | masia        |                               | 41° 24′ 16″ N, 1° 38′ 50″ E / 41.4044743510628°N,1.64726618693222°E                                                                          |                                            |                                    | Modifica les dades a Wikidata |
|        | Cal Pastor                     | Vilobí del Penedès                  | masia        |                               | 41° 23′ 44″ N, 1° 38′ 33″ E / 41.3956004726985°N,1.6425339301591°E                                                                           |                                            |                                    | Modifica les dades a Wikidata |
|        | Cal Pau Conill                 | Vilobí del Penedès                  | masia        |                               | 41° 23′ 57″ N, 1° 38′ 55″ E / 41.3990601611043°N,1.64873023155667°E                                                                          |                                            |                                    | Modifica les dades a Wikidata |
|        | Cal Pepito de Cerç             | Vilobí del Penedès                  | masia        |                               | 41° 24′ 00″ N, 1° 38′ 17″ E / 41.3999252064188°N,1.63806562764414°E                                                                          |                                            |                                    | Modifica les dades a Wikidata |
|        | Cal Pere Baptista              | Vilobí del Penedès                  | masia        |                               | 41° 23′ 24″ N, 1° 39′ 42″ E / 41.3900153493454°N,1.66170361462777°E                                                                          |                                            |                                    | Modifica les dades a Wikidata |
|        | Cal Roc                        | Vilobí del Penedès                  | masia        |                               | 41° 22′ 56″ N, 1° 40′ 06″ E / 41.382207°N,1.668403°E 241 msnm                                                                                |                                            |                                    | Modifica les dades a Wikidata |
|        | Cal Roget                      | Vilobí del Penedès                  | masia        |                               | 41° 24′ 17″ N, 1° 38′ 40″ E / 41.4048106158622°N,1.644459761373°E                                                                            |                                            |                                    | Modifica les dades a Wikidata |
|        | Cal Rufino                     | Vilobí del Penedès                  | masia        |                               | 41° 22′ 45″ N, 1° 41′ 38″ E / 41.379133°N,1.693894°E                                                                                         |                                            |                                    | Modifica les dades a Wikidata |
|        | Cal Sabret                     | Vilobí del Penedès                  | masia        |                               | 41° 24′ 03″ N, 1° 38′ 48″ E / 41.4007016425978°N,1.64661471236627°E                                                                          |                                            |                                    | Modifica les dades a Wikidata |
|        | Cal Senyor Pere                | Vilobí del Penedès                  | masia        |                               | 41° 24′ 02″ N, 1° 38′ 49″ E / 41.4005894999649°N,1.647035733476°E                                                                            |                                            |                                    | Modifica les dades a Wikidata |
|        | Cal Seragues                   | Vilobí del Penedès                  | masia        |                               | 41° 23′ 34″ N, 1° 40′ 02″ E / 41.3927815890549°N,1.66722082203772°E                                                                          |                                            |                                    | Modifica les dades a Wikidata |
|        | Cal Ton Descregut              | Vilobí del Penedès                  | masia        |                               | 41° 23′ 24″ N, 1° 40′ 21″ E / 41.3900407013362°N,1.67244386266314°E                                                                          |                                            |                                    | Modifica les dades a Wikidata |
|        | Cal Ton Esquirol               | Vilobí del Penedès                  | masia        |                               | 41° 24′ 02″ N, 1° 38′ 42″ E / 41.4006383162323°N,1.64506087580089°E                                                                          |                                            |                                    | Modifica les dades a Wikidata |
|        | Cal Ton Guitza                 | Vilobí del Penedès                  | masia        |                               | 41° 23′ 49″ N, 1° 39′ 44″ E / 41.3969941052685°N,1.66231405443929°E                                                                          |                                            |                                    | Modifica les dades a Wikidata |
|        | Cal Ton Rostit                 | Vilobí del Penedès                  | masia        |                               | 41° 23′ 49″ N, 1° 39′ 45″ E / 41.3968436593965°N,1.662544417831°E                                                                            |                                            |                                    | Modifica les dades a Wikidata |
|        | Cal Tonet Saleta               | Vilobí del Penedès                  | masia        |                               | 41° 23′ 26″ N, 1° 40′ 23″ E / 41.3906153406139°N,1.67306609689216°E                                                                          |                                            |                                    | Modifica les dades a Wikidata |
|        | Cal Ventureta                  | Vilobí del Penedès                  | masia        |                               | 41° 23′ 19″ N, 1° 40′ 54″ E / 41.3885606981049°N,1.68159983684006°E                                                                          |                                            |                                    | Modifica les dades a Wikidata |
|        | Cal Vies                       | Vilobí del Penedès                  | masia        |                               | 41° 22′ 41″ N, 1° 40′ 14″ E / 41.3779401392546°N,1.67056137108689°E                                                                          |                                            |                                    | Modifica les dades a Wikidata |
|        | Can Carbó                      | Vilobí del Penedès                  | masia        |                               | 41° 22′ 56″ N, 1° 39′ 17″ E / 41.3821861238691°N,1.65459290349957°E ca:Prop dels pèlags                                                      |                                            | Can Carbó                          | Modifica les dades a Wikidata |
|        | Can Cotoliu                    | Vilobí del Penedès                  | masia        |                               | 41° 22′ 55″ N, 1° 41′ 22″ E / 41.3818951395346°N,1.68947214991655°E                                                                          |                                            |                                    | Modifica les dades a Wikidata |
|        | Can Fontanals                  | Vilobí del Penedès                  | masia        |                               | 41° 22′ 40″ N, 1° 39′ 29″ E / 41.37764°N,1.65815°E ca:Les Clotes. Casa Can Fontanals (08735 Viobí del Penedès)                               |                                            | Can Fontanals                      | Modifica les dades a Wikidata |
|        | Casal la Pineda de Vallformosa | Vilobí del Penedès                  | masia        |                               | 41° 23′ 10″ N, 1° 40′ 58″ E / 41.386153°N,1.682745°E ca:Ctra.BV-2127, a l'alçada de les caves Vallformosa, cal agafar el trencall a la dreta | bé integrant del patrimoni cultural català | Casal la Pineda de Vallformosa     | Modifica les dades a Wikidata |
|        | Casanova de Cal Pastor         | Vilobí del Penedès                  | masia        |                               | 41° 23′ 38″ N, 1° 38′ 37″ E / 41.3939739587717°N,1.64362038498807°E                                                                          |                                            |                                    | Modifica les dades a Wikidata |
|        | Casilla del Cargolí            | Vilobí del Penedès                  | masia        |                               | 41° 22′ 45″ N, 1° 40′ 24″ E / 41.3790360127545°N,1.67342111016128°E                                                                          |                                            |                                    | Modifica les dades a Wikidata |
|        | Mas Cacau                      | Vilobí del Penedès                  | masia        |                               | 41° 22′ 50″ N, 1° 40′ 01″ E / 41.38045791778°N,1.66707785277577°E                                                                            |                                            |                                    | Modifica les dades a Wikidata |
|        | el Niu                         | Vilobí del Penedès                  | masia        |                               | 41° 22′ 17″ N, 1° 41′ 08″ E / 41.3714726403465°N,1.6854365081662°E                                                                           |                                            |                                    | Modifica les dades a Wikidata |
|        | l'Olivella                     | Vilobí del Penedès                  | masia        | Estil: arquitectura eclèctica | 41° 23′ 18″ N, 1° 39′ 39″ E / 41.38829°N,1.66087°E ca:Barri de les Guixeres de Dal. Can Olivella (08735 Vilobí del Penedès)                  | bé integrant del patrimoni cultural català | Ca l'Olivella (Vilobí del Penedès) | Modifica les dades a Wikidata |
|        | la Fassina Nova                | Vilobí del Penedès                  | masia        |                               | 41° 23′ 50″ N, 1° 39′ 41″ E / 41.3972546621863°N,1.66148332721706°E                                                                          |                                            |                                    | Modifica les dades a Wikidata |
|        | la Fassina Vella               | Vilobí del Penedès                  | masia        |                               | 41° 23′ 50″ N, 1° 39′ 44″ E / 41.3971989988184°N,1.6621184594488°E                                                                           |                                            |                                    | Modifica les dades a Wikidata |
|        | la Planota                     | Vilobí del Penedès                  | masia        |                               | 41° 24′ 09″ N, 1° 39′ 13″ E / 41.402445°N,1.65355°E                                                                                          |                                            |                                    | Modifica les dades a Wikidata |
|        | la Sala de Vallformosa         | Vilobí del Penedès                  | masia        |                               | 41° 23′ 03″ N, 1° 40′ 38″ E / 41.3840966644858°N,1.67720514192357°E ca:Pla de Vallformosa. Masia La Sala (08735 Vilobí del Penedès)          |                                            |                                    | Modifica les dades a Wikidata |
|        | la Saleta                      | Vilobí del Penedès                  | masia        | Estil: arquitectura popular   | 41° 23′ 13″ N, 1° 40′ 33″ E / 41.386982°N,1.675732°E ca:Ctra. BV-2127 km 4,52 a 600 m 245 msnm                                               | bé integrant del patrimoni cultural català | La Saleta (Vilobí del Penedès)     | Modifica les dades a Wikidata |
|        | la Torre                       | Vilobí del Penedès                  | masia        |                               | 41° 22′ 58″ N, 1° 41′ 47″ E / 41.382713168924°N,1.69646395468715°E                                                                           |                                            |                                    | Modifica les dades a Wikidata |
|        | les Tres Puntes                | Vilobí del Penedès                  | masia        |                               | 41° 22′ 43″ N, 1° 41′ 28″ E / 41.3786454107829°N,1.69122357390775°E                                                                          |                                            |                                    | Modifica les dades a Wikidata |

## nucli de població
| imatge | Nom                  | Ubicat a           | instància de      | Detalls | coordenades                                                         | Protecció | Commons (més fotos) | Dades a WD                    |
| ------ | -------------------- | ------------------ | ----------------- | ------- | ------------------------------------------------------------------- | --------- | ------------------- | ----------------------------- |
|        | Vallformosa          | Vilobí del Penedès | nucli de població |         | 41° 23′ 05″ N, 1° 40′ 47″ E / 41.384648798923°N,1.6797030878494°E   |           |                     | Modifica les dades a Wikidata |
|        | les Guixeres de Baix | Vilobí del Penedès | nucli de població |         | 41° 23′ 04″ N, 1° 40′ 00″ E / 41.384497111197°N,1.6665505557945°E   |           |                     | Modifica les dades a Wikidata |
|        | les Guixeres de Dalt | Vilobí del Penedès | nucli de població |         | 41° 23′ 14″ N, 1° 39′ 40″ E / 41.3871169000439°N,1.66109328852754°E |           |                     | Modifica les dades a Wikidata |

## Misc
| imatge | Nom                                     | Ubicat a                                                                     | instància de                            | Detalls                                                    | coordenades | Protecció                                  | Commons (més fotos)             | Dades a WD                    |
| ------ | --------------------------------------- | ---------------------------------------------------------------------------- | --------------------------------------- | ---------------------------------------------------------- | --- | ------------------------------------------ | ------------------------------- | ----------------------------- |
|        | Ajuntament Nou                          | Vilobí del Penedès                                                           | edifici administratiu casa consistorial |                                                            | 41° 23′ 25″ N, 1° 39′ 49″ E / 41.39022445678711°N,1.6635379791259766°E ca:Plaça de la Vila                                     |                                            | Town hall of Vilobí del Penedés | Modifica les dades a Wikidata |
|        | BV-2127                                 | Alt Penedès Vilafranca del Penedès les Cabanyes Vilobí del Penedès Font-rubí | carretera                               |                                                            | 41° 21′ 14″ N, 1° 42′ 24″ E / 41.3539°N,1.70656°E                                                                              |                                            |                                 | Modifica les dades a Wikidata |
|        | Conjunt industrial Vilobigyps S.A.      | Vilobí del Penedès                                                           | conjunt d'edificis                      | 1967                                                       | 41° 23′ 04″ N, 1° 39′ 17″ E / 41.38438°N,1.65462°E ca:Les Guixeres de Dalt (08735 Vilobí del Penedès)                          |                                            |                                 | Modifica les dades a Wikidata |
|        | Granja Xicarrillo                       | Vilobí del Penedès                                                           | granja                                  |                                                            | 41° 23′ 27″ N, 1° 40′ 17″ E / 41.3908297406718°N,1.67135132579142°E                                                            |                                            |                                 | Modifica les dades a Wikidata |
|        | Molí de vent i pou del Guatlla          | Vilobí del Penedès                                                           | molí de vent                            |                                                            | 41° 23′ 18″ N, 1° 40′ 10″ E / 41.38841°N,1.66947°E ca:Vinyes de la Creu Grossa (08735 Vilobí del Penedès)                      |                                            |                                 | Modifica les dades a Wikidata |
|        | Olivella                                | Vilobí del Penedès                                                           | muntanya                                |                                                            | 41° 23′ 15″ N, 1° 39′ 22″ E / 41.38757222°N,1.65614722°E 331.9 msnm                                                            |                                            | Olivella (Vilobí del Penedès)   | Modifica les dades a Wikidata |
|        | Olivella                                | Vilobí del Penedès                                                           | vèrtex geodèsic                         | Alt: 1.2m                                                  | 41° 23′ 15″ N, 1° 39′ 22″ E / 41.38757°N,1.656127°E 333.174 msnm                                                               |                                            |                                 | Modifica les dades a Wikidata |
|        | Pont Xic                                | Vilobí del Penedès                                                           | pont                                    |                                                            | 41° 21′ 27″ N, 1° 45′ 12″ E / 41.3575015085708°N,1.7533581667908°E                                                             |                                            |                                 | Modifica les dades a Wikidata |
|        | Pèlags de Vilobí del Penedès            | Vilobí del Penedès                                                           | pedrera zona humida                     |                                                            | 41° 23′ 02″ N, 1° 38′ 57″ E / 41.38391°N,1.649212°E                                                                            |                                            | Guixeres de Vilobí del Penedès  | Modifica les dades a Wikidata |
|        | antic ajuntament del Vilobí del Penedès | Vilobí del Penedès                                                           | antic ajuntament                        | Estil: arquitectura eclèctica Estat: enderrocat o destruït | 41° 23′ 22″ N, 1° 39′ 43″ E / 41.38948°N,1.661998°E ca:Nucli urbà de Vilobí. Carrer del Jardí, nº 1 (08735 Vilobí del Penedès) | bé integrant del patrimoni cultural català |                                 | Modifica les dades a Wikidata |
|        | caves Loxarel                           | Vilobí del Penedès                                                           | celler                                  |                                                            | 41° 22′ 24″ N, 1° 40′ 02″ E / 41.37327421681629°N,1.6672450304031374°E                                                         |                                            |                                 | Modifica les dades a Wikidata |
|        | font d'en Baró                          | Vilobí del Penedès                                                           | font                                    |                                                            | 41° 22′ 56″ N, 1° 39′ 10″ E / 41.38225°N,1.65277°E ca:Bosc de Can Carbó                                                        |                                            |                                 | Modifica les dades a Wikidata |
|        | jaciment arqueològic de Cal Pastor      | Vilobí del Penedès                                                           | jaciment arqueològic                    |                                                            | 41° 24′ 14″ N, 1° 38′ 48″ E / 41.403794°N,1.646724°E                                                                           | bé integrant del patrimoni cultural català |                                 | Modifica les dades a Wikidata |